# Prijs van de strijdlust Ronde van Frankrijk
De prijs van de strijdlust wordt in de Ronde van Frankrijk uitgereikt aan de strijdlustigste renner. Na elke etappe wordt de prijs door een achtkoppige internationale jury toegekend aan de strijdlustigste renner, die de volgende dag met een rood rugnummer mag rijden. De dagwinnaar ontving in 2013 € 2.000 en de eindwinnaar in 2015 € 20.000.
In de diverse jaren werd het rode rugnummer verschillend aangegeven. Soms was het alleen virtueel in het rood te zien, soms werd het kader rood gemaakt, of werd een wit rugnummervel met rode cijfers gebruikt. Van 2006 t/m 2022 wordt een rood vel met witte cijfers gebruikt. Vanaf 2023 wordt een beige vel met zwarte cijfers gebruikt.
Tijdens de negende etappe in 2011 werd voor het eerst in twintig jaar de dagprijs van de strijdlustige renner toegekend aan twee personen. Zowel Johnny Hoogerland als Juan Antonio Flecha kregen de prijs toegewezen. Beiden maakten deel uit van de kopgroep toen ze werden aangereden door een wagen van de Franse TV, waarbij ze zwaar ten val kwamen. De twee zetten erg gehavend hun weg voort en passeerden die dag ver achter het peloton de finishlijn. Tijdens de zestiende etappe in 2016 werd de prijs voor het eerst uitgereikt aan twee renners van dezelfde ploeg. Tony Martin en Julian Alaphilippe van Etixx-Quickstep werden beiden beloond met het rode rugnummer nadat ze 170 kilometer samen in de aanval gereden hadden.

## Winnaars prijs van de strijdlust (mannen)
- 1959 -  Gérard Saint
- 1963 -  Rik Van Looy
- 1965 -  Felice Gimondi
- 1966 -  Rudi Altig
- 1967 -  Désiré Letort
- 1968 -  Roger Pingeon
- 1969 -  Eddy Merckx
- 1970 -  Eddy Merckx
- 1972 -  Cyrille Guimard
- 1973 -  Luis Ocaña
- 1974 -  Eddy Merckx
- 1975 -  Eddy Merckx
- 1976 -  Raymond Delisle
- 1977 -  Gerrie Knetemann
- 1980 -  Christian Levavasseur
- 1981 -  Bernard Hinault
- 1982 -  Régis Clère
- 1983 -  Serge Demierre
- 1984 -  Bernard Hinault
- 1985 -  Maarten Ducrot
- 1986 -  Bernard Hinault
- 1987 -  Pedro Delgado
- 1988 -  Jérôme Simon
- 1989 -  Laurent Fignon
- 1990 -  Eduardo Chozas
- 1991 -  Claudio Chiappucci
- 1992 -  Claudio Chiappucci
- 1993 -  Massimo Ghirotto
- 1994 -  Eros Poli
- 1995 -  Hernán Buenahora
- 1996 -  Richard Virenque
- 1997 -  Richard Virenque
- 1998 -  Jacky Durand
- 1999 -  Jacky Durand
- 2000 -  Erik Dekker
- 2001 -  Laurent Jalabert
- 2002 -  Laurent Jalabert
- 2003 -  Aleksandr Vinokoerov
- 2004 -  Richard Virenque
- 2005 -  Óscar Pereiro
- 2006 -  David de la Fuente
- 2007 -  Amets Txurruka
- 2008 -  Sylvain Chavanel
- 2009 -  Franco Pellizotti
- 2010 -  Sylvain Chavanel
- 2011 -  Jérémy Roy
- 2012 -  Chris Anker Sørensen
- 2013 -  Christophe Riblon
- 2014 -  Alessandro De Marchi
- 2015 -  Romain Bardet
- 2016 -  Peter Sagan
- 2017 -  Warren Barguil
- 2018 -  Daniel Martin
- 2019 -  Julian Alaphilippe
- 2020 -  Marc Hirschi
- 2021 -  Franck Bonnamour
- 2022 -  Wout van Aert
- 2023 -  Victor Campenaerts
- 2024 -  Richard Carapaz
- 2025 -  Ben Healy

## Winnaars prijs van de strijdlust (vrouwen)
- 2022 -  Marianne Vos
- 2023 -  Yara Kastelijn
- 2024 -  Demi Vollering